# 绿花带唇兰
绿花带唇兰（学名：Tainia hookeriana）为兰科带唇兰属下的一个种。

## 扩展阅读
- 維基物種上的相關：绿花带唇兰